# プロフェッショナルバンク
株式会社プロフェッショナルバンク（英: Professional Bank Inc.）は、東京都千代田区に本社を置き、ヘッドハンティング、人材紹介を行う日本の株式会社である。

## 概要
2004年に設立されたフルサーチ型ヘッドハンティング会社。30～40代の技術者・ミドルマネージメント層を中心とした人材をフルサーチ、スカウトし企業へ紹介している。
また、転職希望者を企業に紹介する登録型人材紹介事業は、30代の管理・企画部門、営業・マーケティング等の職種を中心に行っている。